# Cueva de Humboldt
La Cueva de Humboldt (en inglés: Humboldt Cave) es un sitio arqueológico en el condado de Churchill, en el estado de Nevada, parte de los Estados Unidos. es uno de los primeras sitios humanos habitados documentados en América del Norte. Fue habitado por gente de la cultura llamada Humboldt y la Cultura Lovelock, y su poblamiento documentado se extiende hasta los 9000 antes de Cristo.
Humbolt es una cueva seca que fue excavado por primera vez por los arqueólogos en 1936. El entorno de la cueva conserva artefactos incluyendo prendas de fibra y piel, bolsos y esteras.